# Camponotus dewitzii
Camponotus dewitzii är en myrart som beskrevs av Auguste-Henri Forel 1886. Camponotus dewitzii ingår i släktet hästmyror, och familjen myror. Inga underarter finns listade.